# Bumbăcari, Brăila
Bumbăcari este un sat în comuna Dudești din județul Brăila, Muntenia, România.